# Paul E. Patton

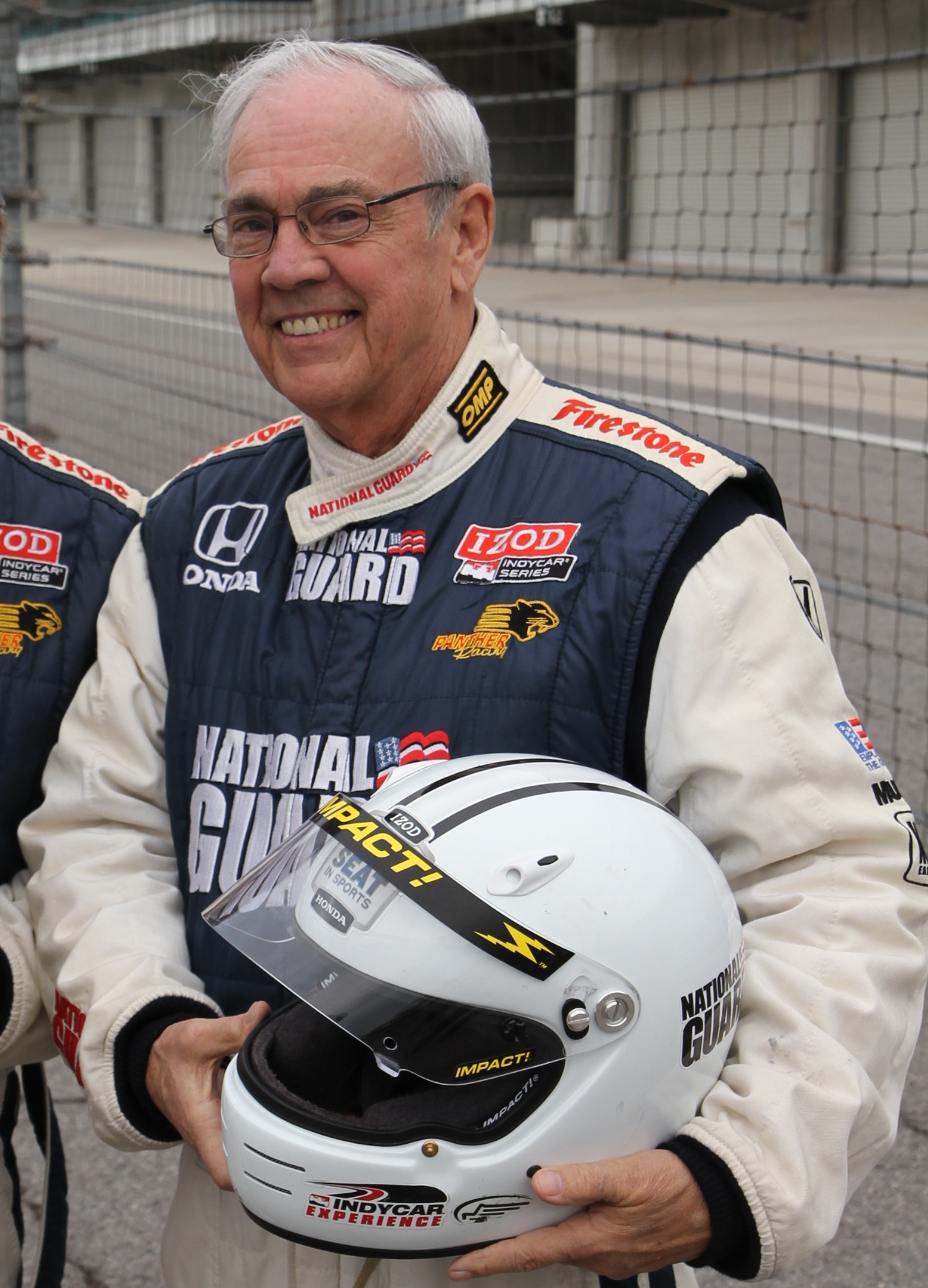
Paul E. Patton, 2013

Paul E. Patton (* 26. Mai 1937 in Fallsburg, Lawrence County, Kentucky) ist ein US-amerikanischer Politiker (Demokratische Partei) und ehemaliger Gouverneur des Bundesstaates Kentucky.

## Frühe Jahre und politischer Aufstieg
Paul Patton absolvierte 1959 die University of Kentucky. In den folgenden 20 Jahren arbeitete er im Kohlebergbau. 1979 begann seine politische Karriere, als er die Stelle des Deputy Secretary for Transportation, das entspricht in etwa einem Abteilungsleiter im Verkehrsministerium, erhielt. Zwischen 1981 und 1991 war er Landrat (Judge Executive) im Pike County, wo er die Müllabfuhr reorganisierte. Im Jahr 1987 bewarb er sich um die Nominierung seiner Partei für das Amt des Vizegouverneurs, schied allerdings bereits bei den Vorwahlen aus. Vier Jahre später bewarb er sich erneut um dieses Amt, wurde schließlich mit knapper Mehrheit nominiert und später auch gewählt. Mit dieser Wahl legte er sein Amt im Pike County nieder. Neben dem Posten des Vizegouverneurs unter Gouverneur Brereton Jones übte Patton auch noch das Amt eines Wirtschaftsministers (Secretary of Economical Development) aus. Damit war er der erste Vizegouverneur von Kentucky, der gleichzeitig Kabinettsmitglied war. Er war auch der letzte Vizegouverneur, der separat gewählt wurde. Nach einer Verfassungsreform in jenen Jahren stellen sich die Kandidaten für beide Ämter nun gemeinsam zur Wahl.

## Gouverneur von Kentucky
Für die Gouverneurswahlen des Jahres 1995 wurde Patton von seiner Partei als Spitzenkandidat ernannt und anschließend mit 50,9 % der Wählerstimmen gewählt. Entsprechend der unter Gouverneur Jones verabschiedeten Verfassungsreform durfte sich Patton nach Ablauf seiner vierjährigen Amtszeit für eine zweite Legislaturperiode bewerben. Patton machte von dieser Option Gebrauch und wurde 1999 mit 60,6 % der Stimmen bestätigt. Damit war er zwischen dem 12. Dezember 1955 und dem 9. Dezember 2003 Gouverneur von Kentucky. Während seiner Amtszeit entstanden tausende von neuen Arbeitsplätzen, weil es Patton gelang, Firmen nach Kentucky zu locken und dort neue Produktionsstätten zu eröffnen. Das förderte gleichzeitig das wirtschaftliche Wachstum des Staates. Darüber hinaus setzte er sich für einen weiteren Ausbau des Bildungssystems aus. Patton war Mitglied mehrerer Kommissionen und Gouverneursvereinigungen.
Nach dem Ende seiner Amtszeit hatte er ursprünglich an eine Fortsetzung seiner politischen Laufbahn gedacht. Allerdings machte ein Skandal um eine außereheliche Affäre mit der Leiterin eines Schwesternheims diesen Plänen ein Ende. Seither lebt er in Pikeville im Ruhestand.